# Baćin Dol
Baćin Dol (1971-ig Baćin-Dol) falu Horvátországban, Bród-Szávamente megyében. Közigazgatásilag Csernekhez tartozik.

## Fekvése
Bródtól légvonalban 48, közúton 61 km-re északnyugatra, Pozsegától   légvonalban 19, közúton 22 km-re nyugatra, községközpontjától 4 km-re északkeletre, a Psunj-hegység lejtőin, az Újgradiskáról Pozsegára vezető út mentén, a Veliki-patak partján fekszik.

## Története
A római korban ez a vidék Pannonia provinciához tartozott. A kettéosztáskor Felső-Pannonia (Pannonia Superior), a négy részre osztáskor Savia (Pannonia Savia) része lett. A település a Varian-Incerum közti régi római út mellett, a valamikori római Menneianea település helyén jött létre. Így a község egyik jelentős római lelőhelye is Baćin Dol területén található.
A falutól két kilométerrel keletebbre, egy kúp alakú hegyen állnak Gracsanica (Gračanica) középkori várának maradványai, amit a helyiek Gradacnak, valamint Török várnak (Turski grad) is neveznek. Építését általában a 13. és 14. század fordulójára teszik, amikor a Borsics nemzetség birtoka volt. Az 1476-os esztendőben a Zenistyáni (Zenišćanski) nemzetséghez, később a cserniki Dessewffyekhez tartozott. A török 1536 körül szállta meg. A vár tornyát a török őrtoronyként használta. A falu nevezetessége, hogy a török időkben, mint „füstadó nélküli falut” emlegették, mivel a lakosai, hogy mentesüljenek a török adóztatásától, a házaikat kémény nélkül építették meg.
A falu a 18. században a középkori helyéről (mely a hegyek közt szétszóródva feküdt) áttelepült a mai Csernek-Pozsega főút mellé, jelenleg Csernek központjától, 6,4 kilométerre található. Az első katonai felmérés térképén „Dorf Bacsin Doll” néven található. Lipszky János 1808-ban Budán kiadott repertóriumában „Bacsindol” néven szerepel. 
Nagy Lajos 1829-ben kiadott művében „Bachindol” néven 78 házzal, 552 katolikus vallású lakossal találjuk.
1857-ben 420, 1910-ben 615 lakosa volt. Az 1910-es népszámlálás szerint lakosságának 98%-a horvát anyanyelvű volt. Pozsega vármegye Újgradiskai járásának része volt. Az első világháború után 1918-ban az új szerb-horvát-szlovén állam, majd később (1929-ben) Jugoszlávia része lett. 1991-től a független Horvátországhoz tartozik. 1991-ben lakosságának 94%-a horvát nemzetiségű volt. 2011-ben a településnek 381 lakosa volt. A faluban ma két vegyesárubolt, két vendéglő és mezőgazdasági vegyianyagraktár működik. Önkéntes tűzoltóegylete van. A falu búcsúünnepe a február 3-át, Szent Balázs ünnepét követő vasárnap.

## Lakossága
| Lakosság változása | Lakosság változása | Lakosság változása | Lakosság változása | Lakosság változása | Lakosság változása | Lakosság változása | Lakosság változása | Lakosság változása | Lakosság változása | Lakosság változása | Lakosság változása | Lakosság változása | Lakosság változása | Lakosság változása | Lakosság változása |
| ------------------ | ------------------ | ------------------ | ------------------ | ------------------ | ------------------ | ------------------ | ------------------ | ------------------ | ------------------ | ------------------ | ------------------ | ------------------ | ------------------ | ------------------ | ------------------ |
| 1857               | 1869               | 1880               | 1890               | 1900               | 1910               | 1921               | 1931               | 1948               | 1953               | 1961               | 1971               | 1981               | 1991               | 2001               | 2011               |
| 420                | 445                | 430                | 497                | 523                | 615                | 574                | 605                | 624                | 613                | 583                | 583                | 482                | 441                | 442                | 381                |

## Gazdaság
A geológiai kutatások szerint a föld mélye itt termálvizet, kőolajat és lignitet rejt. Baćin Dol területén 1859-ben végeztek először geológiai próbafúrásokat abból a célból. hogy itt kőolajat találjanak. A helyi gazdaság alapja a mezőgazdaság, az állattartás és a kereskedelem. A terület kiemelt állami támogatást élvez.

## Nevezetességei
A falutól két kilométerrel keletre, egy 319 méter magas kúp alakú, erdővel borított hegy tetején állnak Gracsanica (Gračanica) középkori várának maradványai, amit a helyiek Gradacnak, Török várnak (Turski grad) is neveznek. A vár kör alaprajzú volt, melynek nyugati falát kaputorony erősítette, mely egyben lakótorony is volt. A kapuja előtt egy felvonóhíd volt, melynek keretezése felhúzott helyzetben a toronyba belesimult. A várat körben sánc övezte, ez még ma is jól látható. Építésére vonatkozó adat nem található, a szakemberek a 13. és 14. század fordulójára teszik. A hozzá fűződő legendák közül a legismertebb egy vár alatti vaskapuról szól, mely mögé gazdag kincset rejtettek. A legenda mögött II. Lajos király 1525-ben kelt okleve állhat, melyben a király megerősíti a cserneki Dessewffy családot a Csernek vidékén fekvő új Lehovác várának birtokában, melyet Vaskapunak is neveznek („castrum novum Lehovacz alias Vaskapu in districtu Csernek”). Gracsanica középkori tornyának belsejében ókori domborművet találtak. Felirata nincs, így nem lehetett megállapítani sem készítésének idejét, sem azt, hogy melyik istenséget ábrázolja. A dombormű két mezőre oszlik, mindkét oldalon frígsapkás lovas ábrázolásával. A dombormű talán a Magna Mater Kübelé, vagy a Mithrász-kultuszhoz tartozik. 
Gracsanica közelében még két másik vár is állt. Az egyik északra, a Putnjak-patak mellett, melyből a sáncokon kívül némi falmaradvány is látszik. A falutól nyugatra, egy kisebb hegyen, melyet Gradinának neveznek szintén egy régi vár maradványai látszanak. Egyikről sem maradt fenn írásos adat.
A régi falu Szent Balázsnak szentelt kápolnája valahol a hegyek aljában állt. A településnek a főút mellé való áttelepülése után, az immár alacsonyabban lévő faluban, a mai temetőben 1716-ban egy másik, fából készült Mária Magdolna kápolnát emeltek. A falu közepén álló mai, Mária Magdolna kápolnát 1849-ben építették. Harangtornyát pedig 1902-ben emelték. A templomot 1998-ban teljesen felújították, a felszentelését Antun Škvorčević pozsegai püspök végezte. A felújításkor vált láthatóvá, hogy építőanyagát nagyrészt a közeli Gracsanica várának anyagából szállították ide.
Vidéke kirándulások és hegyi túrák kedvelt terepe. A Gračanica-patakban őshonos halak és kagylók találhatók.

## Oktatás
A falu első népiskoláját 1895-ben nyitották meg, a mai iskola épületét 1972-ben emelték.
Ma a cserneki „Matija Gubec” alapiskola területi iskolájaként működik.